# Schwarzkehl-Schattenkolibri
Der Schwarzkehl-Schattenkolibri (Phaethornis atrimentalis) oder Zwergeremit ist eine Vogelart aus der Familie der Kolibris (Trochilidae), die in Kolumbien, Ecuador und Peru vorkommt. Der Bestand wird von der IUCN als „nicht gefährdet“ (Least Concern) eingeschätzt.

## Merkmale
Der Schwarzkehl-Schattenkolibri ähnelt dem Rotschattenkolibri (Phaethornis ruber), von dem er sich vor allem durch die Kehlstriche und die weißlichen Unterschwanzdecken unterscheidet. Er erreicht eine Körperlänge von etwa 8,0 bis 9,0 cm. Auf der Oberseite ist er bronzegrün mit einem rötlich braunen Bürzel. Die schwärzlichen Wangen werden von gelbbraunen bis weißlichen  Überaugen- und Bartstreifen abgegrenzt. Der Großteil der Unterseite ist zimtfarben bis gelbbraun mit ausgiebigen kontrastreichen schwarzen Strichen an der dunkel wirkenden Kehle. Der keilförmige Schwanz ist weiß gefleckt, die mittleren Steuerfedern gewöhnlich am Ende abgerundet. Das Männchen hat eine etwas intensiver gefärbte Kehle und kürzere Flügel als das Weibchen. Dunkle Federn, die auf der zimtfarbenen Brust einen Fleck bzw. sogar ein Band bilden, finden sich oft bei den Männchen.

## Verhalten und Ernährung
Der Schwarzkehl-Schattenkolibri  bezieht seinen Nektar von blühenden Pflanzen der Gattungen Costus, Aechmea, Palicourea, der zur Familie der Gesneriengewächse gehörenden Gattung Drymonia, der zu den Kürbisgewächsen gehörenden Gattung Gurania und Pitcairnia. Ebenso ernährt er sich von kleinen Arthropoden.

## Lautäußerungen
Der Gesang besteht aus schrillen Klängen, die der Schwarzkehl-Schattenkolibri unaufhörlich ohne Pause zwischen den Phrasen wiederholt. Diese gibt er in einer Frequenz von einer Phrase pro vier bis sechs Sekunden von sich. Eine Phrase beinhaltet einige monotone einsilbige Töne mit zwei mehr rhythmischen Tönen, die wie tsi...tsi...tsii...tsiitu klingen. Ebenso kommt ein schrilles psip vor, das er im Flug von sich gibt. An kleinen Leks gibt er auch ein schrilles psss-psss-psss-psss-ju von sich.

## Fortpflanzung
Daten über Gonadenaktivitäten weisen darauf hin, dass der Schwarzkehl-Schattenkolibri im Juli und November in Peru und im September in Ecuador brütet. Über Nestbau und Brutdauer gibt es bisher keine Daten.

## Verbreitung und Lebensraum

Verbreitungsgebiet (grün) des Schwarzkehl-Schattenkolibris

Der Schwarzkehl-Schattenkolibri bevorzugt das Unterholz von Tieflandregenwald, besonders deren Ränder, Gebiete mit Sekundärvegetation, Übergangszonen zu offenerem Habitat, Plantagen und Moorwälder. Meist ist er im Tiefland zu finden, doch in den Anden südlich des Marañón-Tals kommt er auch in Höhenlagen bis 1200 Meter vor.

## Unterarten
Bisher sind zwei Unterarten bekannt:
- Phaethornis atrimentalis atrimentalis Lawrence, 1858[4] – die Nominatform ist in Kolumbien, Ecuador und dem Norden Perus verbreitet.
- Phaethornis atrimentalis riojae von Berlepsch, 1889[5] kommt in Zentralperu vor. Diese Unterart ist deutlich größer als die Nominatform.[2]

## Migration
Das Zugverhalten des Schwarzkehl-Schattenkolibris ist bisher nicht erforscht. Es wird aber vermutet, dass er ein Standvogel ist.

## Etymologie und Forschungsgeschichte
Die Erstbeschreibung des Schwarzkehl-Schattenkolibris erfolgte 1858 durch George Newbold Lawrence unter dem wissenschaftlichen Namen Phaethornis atrimentalis. Das Typusexemplar stammte aus Ecuador. 1827 führte William Swainson die Gattung Phaethornis für den Langschwanz-Schattenkolibri (Phaethornis superciliosus (Linnaeus, 1766)) ein.
Der Begriff Phaethornis leitet sich aus den griechischen Wörtern φαέθων phaéthōn für „leuchtend, strahlend“ und ὄρνις órnis für „Vogel“ ab. Atrimentalis ist ein lateinisches Wortgebilde aus ater für „schwarz“ und mentum, menti für „Kinn“. Riojae bezieht sich auf die Provinz Rioja im Norden Perus, die Gegend, in der Gustav Garlepp (1862–1907) die Unterart gesammelt hatte.